# Jándi Dávid

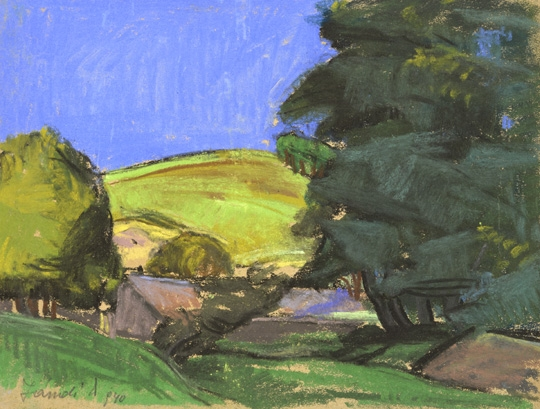
Nagybányai táj

Jándi Dávid (eredeti nevén Léderer Dávid; Jánd, 1893. április 3. – Nagybánya, 1944. május) magyar festő.

## Élete
Jándi Dávid 1893. április 3-án született Jándon Léderer Dávid néven. Elszegényedett zsidó család gyermeke volt, apja Léderer Leopold kisbirtokos volt. Élete nagy részét Nagybányán töltötte, ahol 1911-től Ferenczy Károly, Réti István és Thorma János növendéke volt. Főképpen tájképeket, bibliai és mitológiai jeleneteket festett, erőteljesen hangsúlyozva a formák térbeliségét. 1913-ban Léderer családi nevét Jándira változtatta.
1914 és 1918 között harcolt az első világháborúban, de 1915-ben szabadságát a művésztelepen töltötte. 1922-től többször járt Budapesten is, ahol a Képzőművészeti Főiskola Grafika Tanszékén egy félévet töltött. 1925 és 1930 között pedig szinte évente járt Olaszországban, ahol sok időt töltött Velencében és Firenzében. Itáliai útjai nagy hatással voltak a fiatal művészre, képeiben is visszatükröződnek az itt szerzett élmények és tapasztalatok.
Több gyűjteményes kiállítása is volt. 1923-ban a Belvederében, 1926-ban a Nemzeti Szalonban, 1937-ben pedig a Tamás Galériában állított ki. 1926-ban a Nagybányai Festők Társasága rendes tagjának választotta. Rendszeresen kiállított több erdélyi városban is, 1930-ban a Barabás Miklós Céhnek is alapító tagja volt, amelynek első kiállításán szimbolikus jellegű Ego Sum című képével vett részt. 1942-től részt vett az Országos Magyar Izraelita Közművelődésű Egyesület tárlatain is, ahol a nagybányai tájak mellett elsősorban olyan ószövetségi témájú műveket mutatott be, amelyek művészetében korábban is megjelentek. 1944-ben Nagybányáról deportálták, a deportáló vonatból történő szökése közben lelőtték.

## Művei gyűjteményekben
Műveit őrzik a Magyar Nemzeti Galériában, a pécsi Janus Pannonius Múzeumban, a Nagybányai Művészeti Múzeumban, jelentősebb vidéki kortárs gyűjteményekben.

## Emlékezete
1947-ben Örkényi Strasser Istvánnal együtt volt emlékkiállítása a budapesti Fókusz Galériában, 1966-ban pedig önálló emlékkiállítását is megrendezték a Fényes Adolf Teremben.